# Пия де Толомеи
Пия де Толомеи (итал. Pia de' Tolomei) — дама родом из Сиены, предположительно жившая в XIII веке и убитая своим мужем, Нелло деи Панноккьески. Упоминается в «Божественной комедии» Данте Алигьери, а также во многих произведениях эпохи романтизма.

## «Божественная комедия»
Пия фигурирует в поэме как одна из теней, которых встречает Данте в Чистилище:
Когда ты возвратишься в мир земной

И тягости забудешь путевые, —

Сказала третья тень вослед второй, —

То вспомни также обо мне, о Пии!

Я в Сьене жизнь, в Маремме смерть нашла,

Как знает тот, кому во дни былые

Я, обручаясь, руку отдала. — (Чистилище, песнь V, 130—136)

Тень рассказывает о месте своего рождения и смерти, а также намекает, что к её убийству был причастен её супруг.

## В культуре
Трагический образ Пии де Толомеи был особо популярен в западноевропейском искусстве XIX века.

### Кинематограф
- «Пия де Толомеи» (Pia de' Tolomei) — фильм 1910 года, режиссёр Героламо Ло Савио.
- «Пия де Толомеи» (Pia de' Tolomei) — фильм 1941 года, режиссёр Эсодо Прателли, в роли Пии — Джермана Паольери.
- «Пия де Толомеи» (Pia de' Tolomei) — фильм 1958 года, режиссёр Серджо Грико.

### Галерея

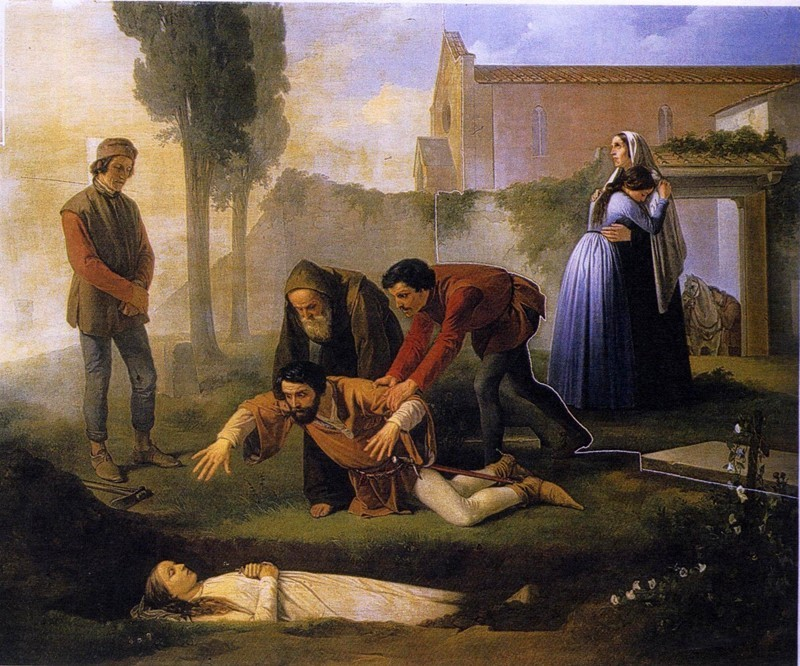
Похороны Пии де Толомеи/Нелло у могилы Пии де Толомеи. Enrico Pollastrini[англ.], ок. 1850
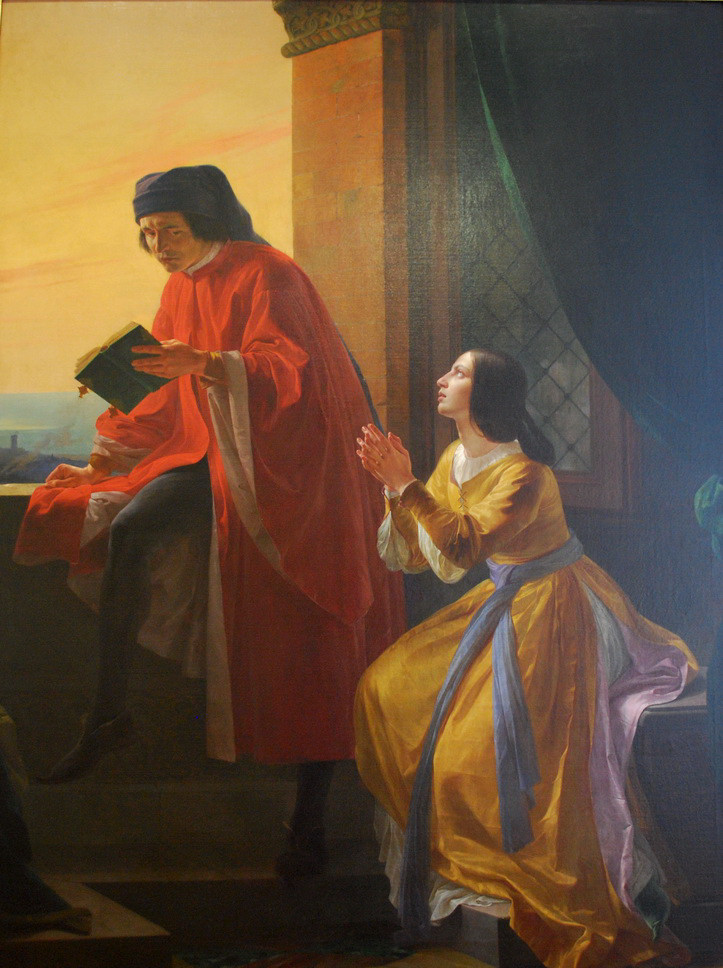
Пия де Толомеи. Carlo Arienti[англ.], между 1843 и 1854
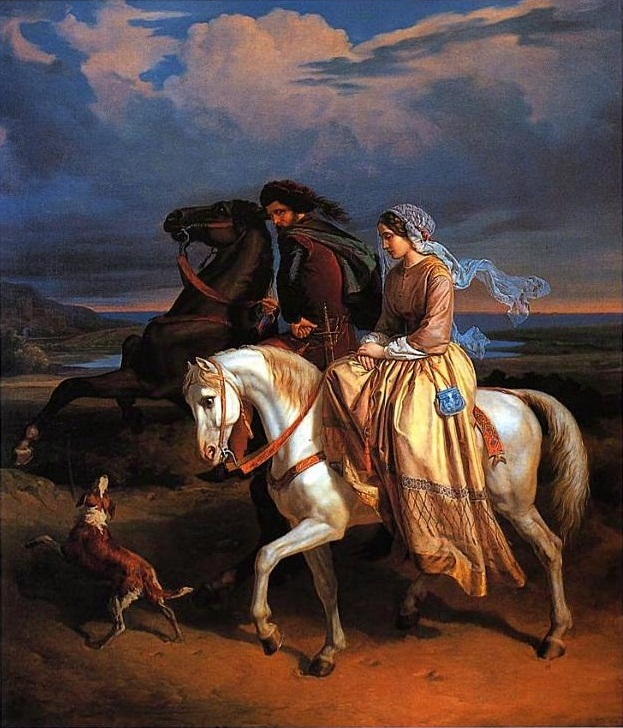
Пия де Толомеи на пути в Маремме. Pompeo Marino Molmenti[англ.], 1853
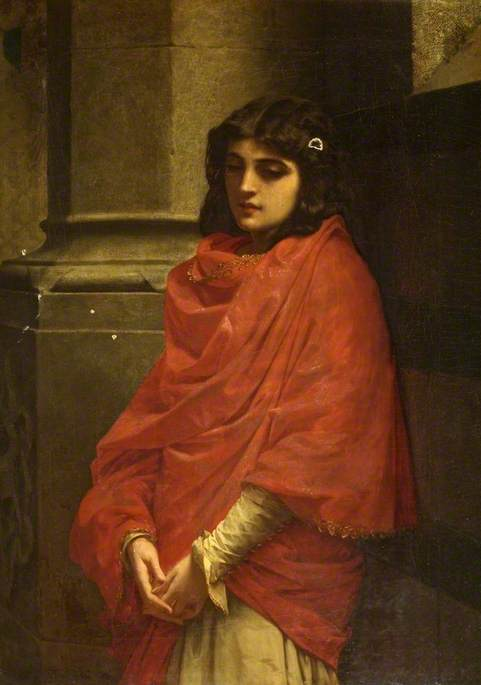
Пия де Толомеи. Raffaele Giannetti[англ.], 1870-е
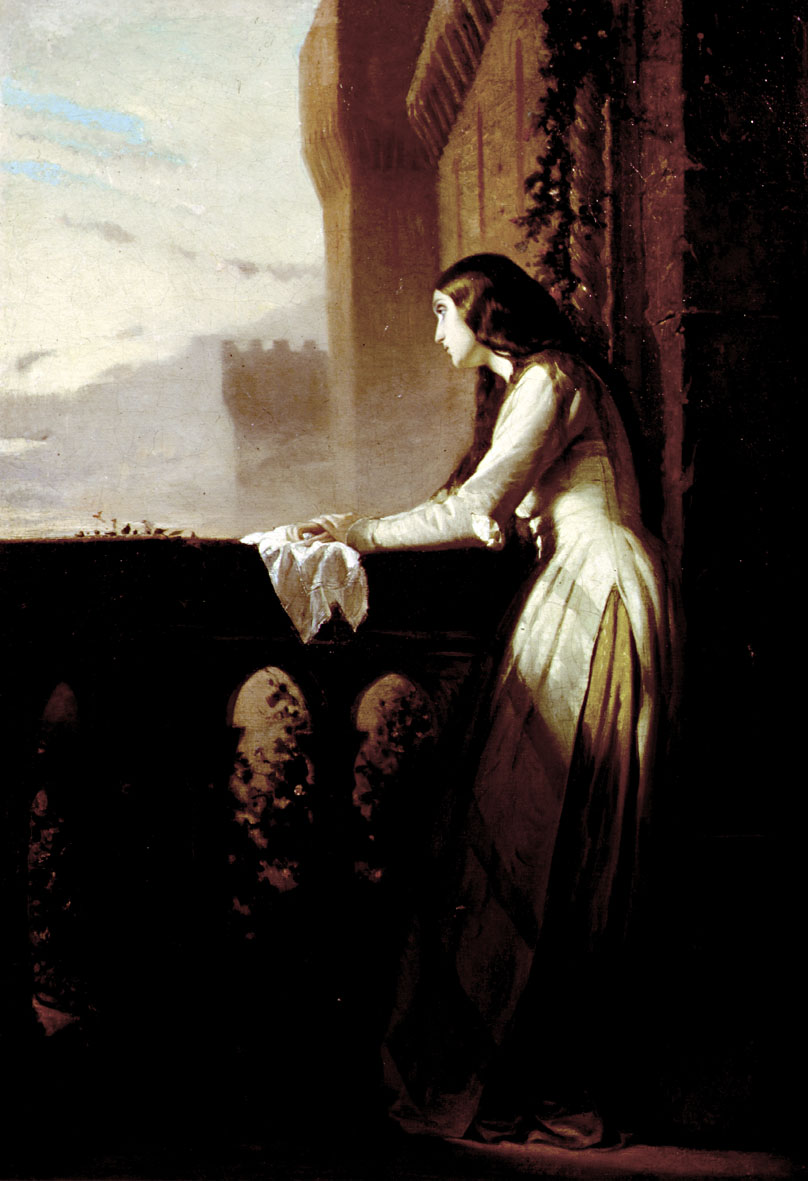
Пия де Толомеи. Стефано Усси, 1867
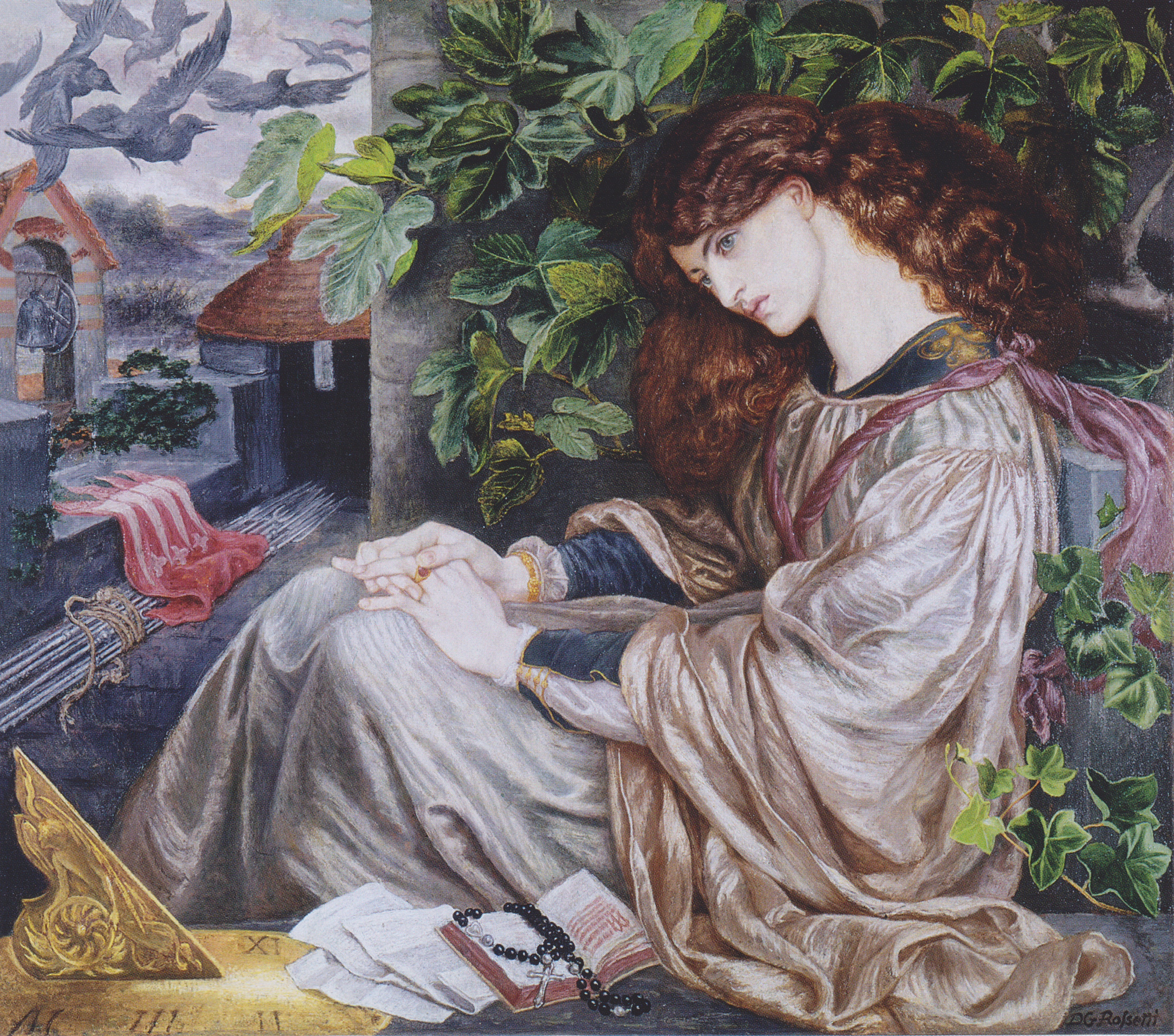
Пия де Толомеи. Данте Габриэль Россетти, 1868